# Маринео
Маринѐо (на италиански: Marineo, на сицилиански Marinè, Марине) е градче и община в Южна Италия, провинция Палермо, автономен регион и остров Сицилия. Разположено е на 550 m надморска височина. Населението на общината е 6650 души (към 2012 г.).